# Rudolf Wondracek
Rudolf Wondracek (* 9. Jänner 1886 in Heiligenstadt, heute Gemeinde Wien; † 21. November 1942 in St. Pölten) war ein österreichischer Architekt, Schüler von Otto Wagner und Hochbaureferent in St. Pölten.

## Leben
Wondracek war Sohn einer aus Mähren stammenden St. Pöltner Familie, sein gleichnamiger Vater arbeitete als Baumeister. Er absolvierte die Staatsgewerbeschule, anschließend studierte er von 1908 bis 1910 an der Technischen Hochschule Wien und von 1910 bis 1913 an der Akademie der bildenden Künste Wien in der Meisterklasse von Otto Wagner.
Seine Praxisjahre, die durch seinen Kriegsdienst von 1914 bis 1918 unterbrochen waren, absolvierte er bei renommierten Architekten seiner Zeit wie Peter Behrens in Berlin und Max Fabiani. Von 1921 bis 1927 arbeitete er im Architekturbüro von František Janda in Prag mit. Von 1927 bis 1934 hatte er eine Anstellung als Architekt und Hochbaureferent im Stadtbauamt von St. Pölten inne und war anschließend bis zu seinem Tod freiberuflicher Architekt.
Wondracek wurde 1935 das Ehrenkreuz für Wissenschaft und Kunst verliehen, seit 1964 ist eine Straße im St. Pöltner Stadtteil Wagram nach ihm benannt.

## Realisierungen

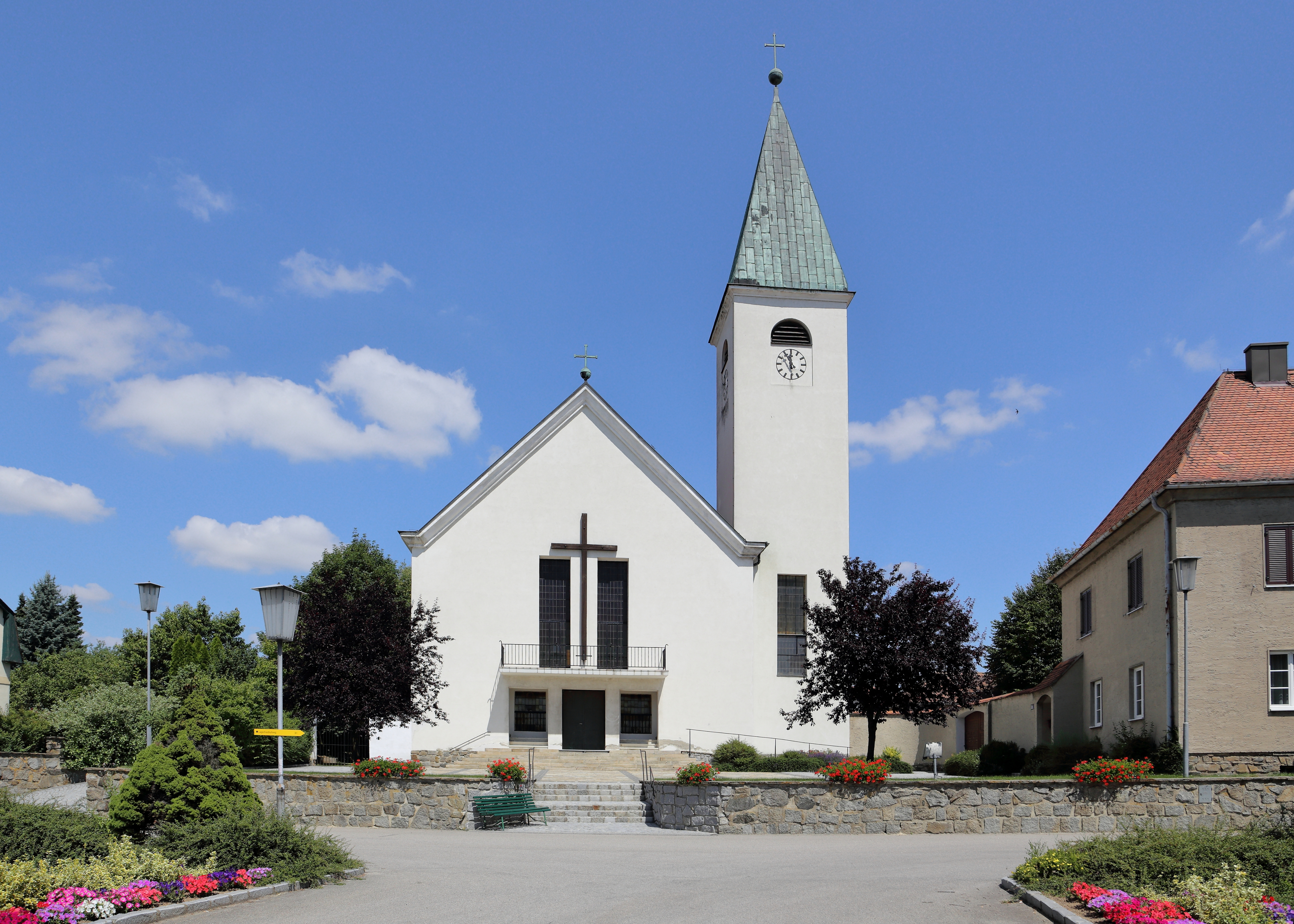
Pfarrkirche in Sigmundsherberg (1936–1937)

- 1934 Heldendenkmal am Äußeren Burgtor in Wien
- 1934 Wiederherstellung der 1782 profanierten Prandtauerkirche in St. Pölten
- 1936–1937 Pfarrkirche Klosterneuburg-St. Leopold
- Pfarrkirche heiliger Michael in St. Pölten-Wagram
- 1936–1937 Pfarrkirche Sigmundsherberg